# Никулин, Александр Васильевич
Александр Васильевич Никулин (3 июля 1937, Ратчино, Липецкая область — 25 октября 2003, Подольск, Московская область) — глава города Подольска Московской области с 1990 по 2003 год.

## Биография
Родился в селе Ратчино Липецкой области в 1937 году. Окончил школу-семилетку, поступил в ремесленное училище № 12 в Подольске. В 1955 году окончил училище, устроился работать на Подольский электромеханический завод. Служил в Советской армии, в военно-морском флоте.
После службы в армии продолжил работу на заводе. Был избран секретарём комитета ВЛКСМ, затем работал секретарём горкома комсомола. В 1971 году Александр Никулин стал заместителем председателя подольского райисполкома. В 1973 году был назначен директором Подольского мясокомбината, где работал до 1988 года. В 1987 году Никулин избран первым заместителем председателя подольского райисполкома, а в 1990 году он стал председателем исполкома горсовета.
В 1996 году Александр Никулин победил на выборах главы города Подольска и стал первым мэром города. В 1999 году был переизбран на эту должность. 12 марта 2003 года ушёл в отставку по состоянию здоровья.
За период его 12-летнего руководства в Подольске появилось эфирное телевидение, были построены: новый мост через Пахру, новое здание Скорой помощи, ледовый дворец «Витязь». При нём в городе было открыто троллейбусное движение.
25 октября 2003 года в возрасте 67 лет Александр Васильевич Никулин скончался. Похоронен в Подольске, на кладбище «Красная горка».

## Награды
- почётный гражданин Подольска[5]
- почётный гражданин Московской области (2 июля 2001)[6]
- орден Трудового Красного Знамени
- орден «Знак Почета»
- орден «За заслуги перед Отечеством» IV степени
- Знаки «За заслуги перед городом Подольском», «За заслуги перед Московской областью»
- Благодарность Президента Российской Федерации (1999)[7]

Ордена РПЦ:
- орден Святого равноапостольного князя Владимира
- орден преподобного Сергия Радонежского
- орден святого благоверного князя Даниила Московского
- Присвоено звание «Заслуженный работник пищевой индустрии РСФСР», почетного доктора наук Российской экономической Академии им. Г.В. Плеханова

## Память
Имя Александра Васильевича Никулина носит Подольский колледж. 6 октября 2012 года на Ревпроспекте был открыт памятник А. В. Никулину.